# Sophie van Gestel
Sophie van Gestel (29 de junho de 1991) é uma jogadora de vôlei de praia neerlandesa.

## Carreira
Nos Jogos Olímpicos de Verão de 2016 ela representou  seu país ao lado de Jantine van der Vlist, caindo na fase de grupos.